# Isopterygium pohliaecarpum
Isopterygium pohliaecarpum là một loài Rêu trong họ Hypnaceae. Loài này được (Sull. & Lesq.) A. Jaeger mô tả khoa học đầu tiên năm 1878.